# Michel Corday
Pour les articles homonymes, voir Corday.
Louis-Édouard Pollet, dit Michel Corday, né à Paris le 12 septembre 1869 et mort le 12 janvier 1937 à Serbonnes (Yonne), est un romancier français.

## Biographie
Michel Corday fut d'abord, après des études au collège Chaptal à Paris, élève de l’École polytechnique ; il quitta cette dernière pour l'école de Fontainebleau, en 1890. Il reçut les grades de sous-lieutenant, puis de lieutenant du génie, en garnison à Versailles. 
Il démissionna de l'armée en 1895 pour se consacrer à l'écriture.
Ses débuts littéraires furent heureux et productifs, d'abord dans le journal Gil Blas, puis au Gaulois, au Journal, à la Vie Parisienne, où il écrit une série plaisante et de curieuses études sur la vie des officiers en caserne ; ces écrits furent plus tard, réunies en volumes. Dès lors commença vraiment sa carrière littéraire avec une série de romans : Mariés jeunes !, en 1896, puis Confession d'un enfant du siège, dont le titre parodie celui du fameux roman de Musset, en 1897.
Ami intime d'Anatole France, il publie en 1925 les Dernière pages inédites de l'auteur et fonde en 1932 Le Lys Rouge , groupement des admirateurs du grand écrivain. Après avoir été nommé en novembre 1914 chef-adjoint du cabinet du ministre du commerce, et bien qu'officier de carrière, il deviendra, notamment sous l'influence d'Anatole France, farouchement pacifiste. Quoique n'ayant jamais appartenu à aucun parti politique, il ne cachait pas ses sympathies pour le Socialisme et Jaurès notamment à qui il avait dédié son ouvrage Les Mains propres : essai d'éducation sans dogme. 
Il possédait, à Serbonnes, une maison de campagne, dans laquelle il vivait de grandes périodes de l'année. Il y mourut et il fut inhumé, en forêt, sur le terroir de Serbonnes. 
Parent de Charlotte Corday, il lui consacrera un ouvrage après en avoir utilisé le patronyme comme nom de plume devenu son nom légal par ajout à son nom de naissance.

## Ses œuvres

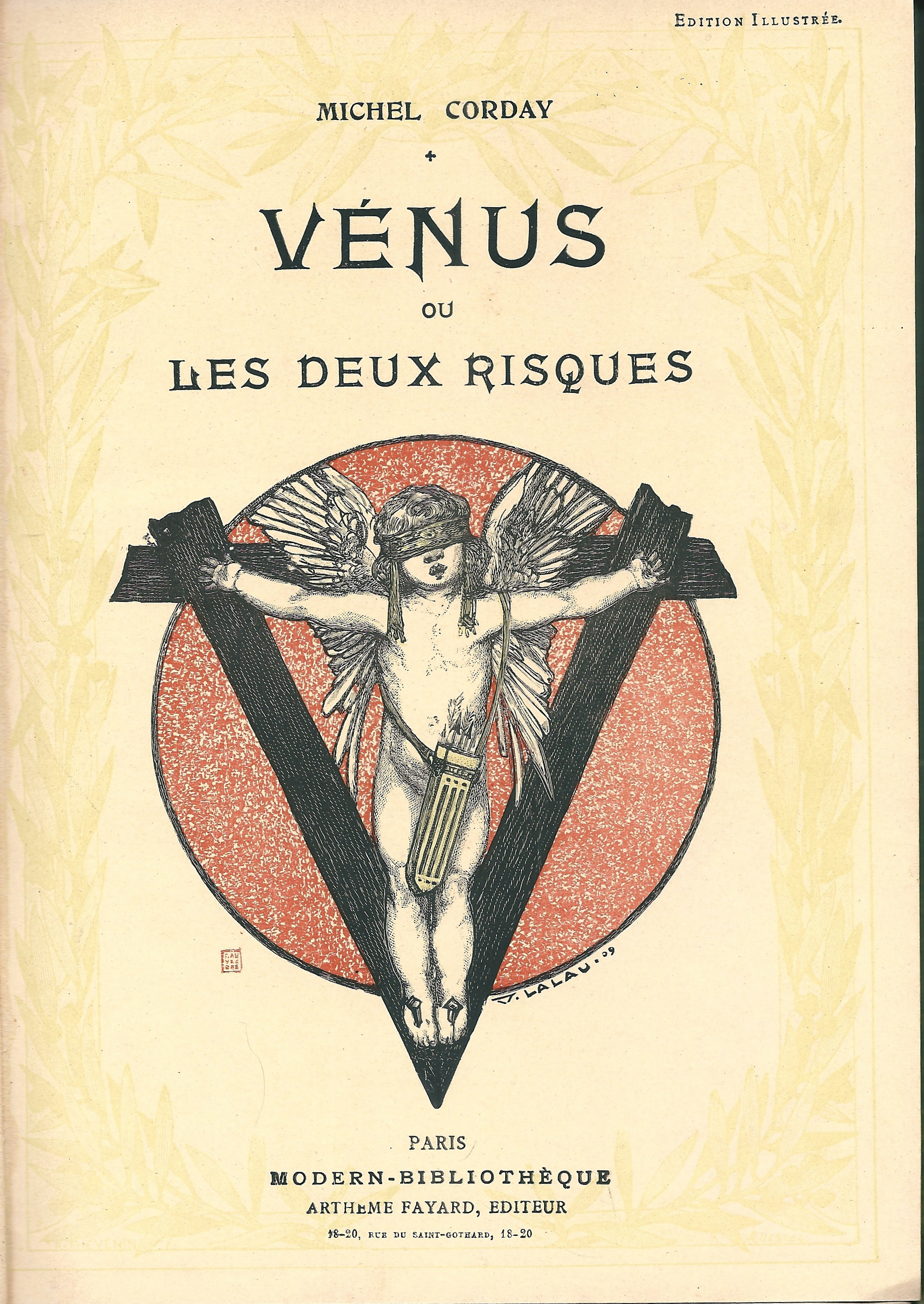
Couverture de Vénus ou les deux risques, Paris: Modern-Bibliothèque, Arthème Fayard Éditeur, avril 1909.

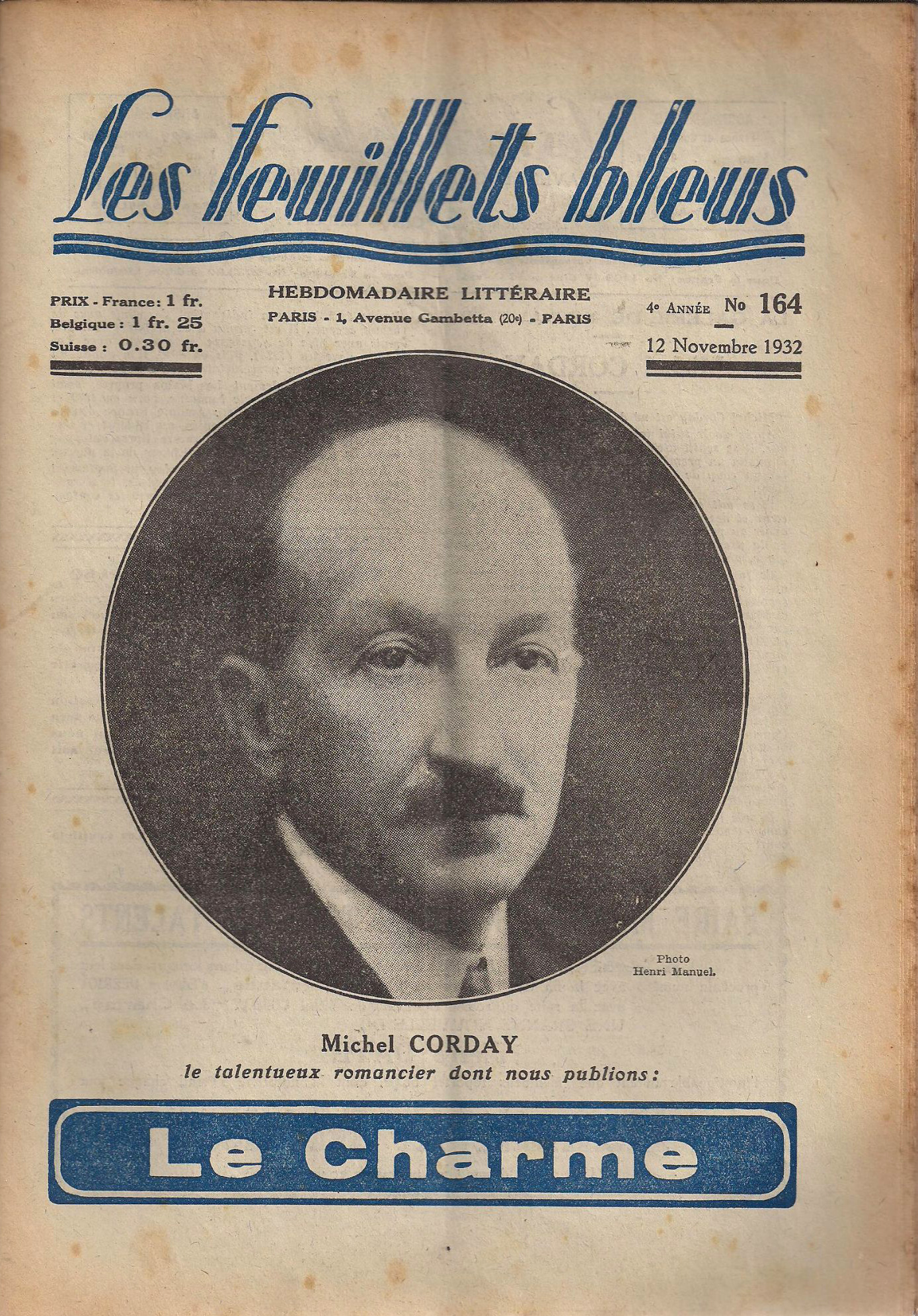
Réédition de Le Charme, dans Les Feuillets bleus, en 1932.

- 1894 : Le Cancer, préface de Paul Gavault, Paris,  G. Melet éditeur, 1894, 235 p., réédité en 1897 sous le titre Misères discrètes
- 1894 : Intérieurs d'officiers, recueil de contes, nouvelles et croquis chez Simonis-Empis, réédité en 1896 chez le même éditeur, 324 p.
- 1894 : Femmes d'officiers, recueil de nouvelles chez Simonis-Empis, 280 p.[10]
- 1895 : Les Bleaux, nouvelles, Henri Simonis Empis éditeur, 277 p. (la vie des sous-lieutenants à Fontainebleau).
- 1896 : Mariés jeunes, Henri Simonis Empis éditeur, 307 p.
- 1897 : La Croix, un acte ..., S.L.
- 1897 : Confession d'un enfant du siège, Henri Simonis Empis éditeur, 334 p.
- 1897 : Cœurs de soldats, Henri Simonis Empis éditeur, 293 p.
- 1897 : Misères discrètes, Ernest Flammarion éditeur, 241 p.[11]
- 1899 : Notre Masque, Henri Simonis Empis éditeur, 324 p. (publié sous forme de roman-feuilleton dans Le Figaro du 20 mars 1899 au 5 mai 1899)
- 1899 : Mon petit Mari, Ma petite Femme, Henri Simonis Empis éditeur, réédité chez le même en 1903, 288 p.
- 1900 : Comment on a fait l'Exposition, Ernest Flammarion éditeur, 321 p.
- 1900 : Mon lieutenant, Ernest Flammarion éditeur, 186 p.[12]
- 1900 : Des histoires, 3e édition Henri Simonis Empis éditeur, réédition Ernest Flammarion, 1925
- 1901 : Vénus ou les deux risques: roman contemporain, Paris : Charpentier, 277 p. ; réédité à la Modern-Bibliothèque, Librairie Arthème Fayard, avril 1909, avec illustrations de Maurice Lalau.
- 1902 : Les Embrasés, roman contemporain , Eugène Fasquelle éditeur.
- 1903 : Gentillane: suite de Mon petit Mari, Ma petite Femme, Henri Simonis Empis éditeur, 286 p.
- 1903 : Sésame ou la maternité consentie, Eugène Fasquelle éditeur, 281 p.
- 1904 : Les Frères Jolidan, L'Illustration, et Eugène Fasquelle éditeur, Bibliothèque Charpentier, 98 p., réédité en 1918 chez Ernest Flammarion
- 1905 : Les demi-fous : roman contemporain, Eugène Fasquelle éditeur, 331 p. ; in-12[13]
- 1906 : La mémoire du cœur, L'illustration, 92 p.
- 1907 : Monsieur, Madame et l'Auto : roman, Librairie Charpentier et Fasquelle, 326 p., réédité en 1927
- 1908 : Mariage de demain, Librairie Charpentier et Fasquelle, réédition F. Juven en 1910, Ernest Flammarion en 1926 et la Société d'Édition et de Publications, collection Pour oublier la vie en 1939
- 1908 : Le Fiancé aux deux visages, Librairie mondiale, 120 p.
- 1909 : Plaisirs d'auto, Librairie Charpentier, 288 p.
- 1909 : Les révélées, Librairie Charpentier, 243 p.[14]
- 1910 : Le charme,  édition du Monde illustré, réédition 1911 et 1921 Ernest Flammarion, 247 p., illustrations de Jordic.
- 1910 : Les mésaventures d'un monoglotte, École Berlitz, 21 p.
- 1910 : Les casseurs de bois, Eugène Fasquelle éditeur, 275 p.[15]
- 1911 : Le Lynx, avec André Couvreur, P. Lafitte & Cie, 343 p., dont il est tiré un film éponyme en 1914 par Dominique Bernard-Deschamps
- 1912 : L'accord parfait : comédie en trois actes, avec Tristan Bernard, L'Illustration théâtrale, 16 p.
- 1912 : Le petit café: comédie en trois actes, avec Tristan Bernard, L'Illustration théâtrale, 32 p.
- 1914 : L'Amour opprimé, 79 p.[16] réédition Ernest Flammarion, 1921, 9e mille
- 1914 : Les Convenus, Librairie Arthème Fayard, 313 p.
- 1914 : Un remous, (nouvelle, avec des illustrations de L. Sabattier), L'Illustration, 28 p.
- 1917 : Un drame au garage, Paris, J. Ferenczi, 61 p.
- 1919 : Les mains propres: essai d'éducation sans dogme, Ernest Flammarion éditeur, 264 p.
- 1921 : En libre grâce, (nouvelle), La Petite Illustration, 20p.
- Les Feux du couchant, Ernest Flammarion éditeur, s.d., 64 p.
- 1922 : Le Journal de la Huronne, vol.1 : Les Hauts Fourneaux, Paris, Ernest Flammarion éditeur, 288 p.
- 1923 : Le Journal de la Huronne, vol.2 : La Houille Rouge, Paris, Ernest Flammarion éditeur, 284 p.
- 1926 : En Tricogne, un an chez les Tricons: roman très contemporain, Paris , Ernest Flammarion éditeur, 248 p.
- 1926 : Les Cœurs dévastés, Paris, Ernest Flammarion éditeur, 64 p.
- 1927 : Anatole France: d'après ses confidences et ses souvenirs, Paris, Ernest Flammarion éditeur, 247 p.
- 1928 : La Vie amoureuse de Diderot, Ernest Flammarion éditeur, 187 p[17].
- 1929 : Charlotte Corday, Ernest Flammarion éditeur, 242 p.
- 1930 : Les Amants malgré eux, Ernest Flammarion éditeur, 280 p.
- 1931 : La Flamme éternelle, roman, Ernest Flammarion éditeur
- 1932 : L'Envers de la guerre : journal inédit, vol.1 : 1914-1916 & vol.2 : 1916-1918, Ernest Flammarion éditeur, 280 & 285 p. — l'ouvrage fut publié en anglais sous le titre The Paris Front : an unpublished diary : 1914-1918, E.P. Dutton & Co., Inc. , 1934.
- 1933 : Ciel Rose, Ernest Flammarion éditeur, 250 p.
- 1935 : Il n'y a qu'une tendresse, Ed. Baudinière, 207 p.